# Mycomya par
Mycomya par är en tvåvingeart som först beskrevs av Walker 1856.  Mycomya par ingår i släktet Mycomya och familjen svampmyggor. Inga underarter finns listade i Catalogue of Life.